# Black Music : Des chaînes de fer aux chaînes en or
Pour plus de détails, voir Fiche technique et Distribution.
Black Music : Des chaînes de fer aux chaînes en or est un documentaire réalisé en 2008 et diffusé en France sur Arte,.

## Fiche technique
- Réalisation : Marc-Aurèle Vecchione
- Production : Program 33
- Montage : Sylvie Crepel, Mathieu Brunel et Timothy Miller
- Scénario : Pierre Evil et Marc-Aurèle Vecchione
- Musique: Soper&Shone